# قل اسمي (اختلال ضال)
«قل اسمي» (بالإنجليزية: Say My Name)‏ هي الحلقة السابعة للموسم الخامس من مسلسل إيه إم سي التلفزيوني الدرامي اختلال ضال. كتبها وأخرجها توماس شنوز، تم بثها على إيه إم سي في 5 أغسطس 2012.

## وصلات خارجية
- «قل اسمي» على إيه إم سي (بالإنجليزية)
- «قل اسمي» على قاعدة بيانات الأفلام على الإنترنت (بالإنجليزية)